# Husby by, Knivsta kommun
Husby by är kyrkbyn i Husby-Långhundra socken i Knivsta kommun i Uppland nära Uppsala. Ett äldre namn på byn är Husby-Ärnavi. Vid SCB avgränsning 2023 klassades byn som en småort.
Husby-Långhundra kyrka ligger här.